# 1900MHz帯
1900MHz帯はおよそ1879MHzから1920MHzの範囲内の周波数帯であり、LTE（LTEバンドはBand39）、DECT、PHS、SXGPなどに用いられている。

## 日本
2010年10月よりDECT方式のコードレス電話にて利用が可能となった。
1995年より公衆PHSサービスが開始。2000年代後半頃より、公衆PHSサービスを終了する事業者が現れ、2023年3月に最後の公衆PHSサービスが終了した。
SA方式のローカル5Gにおけるアンカーバンドとして利用されている。

## 海外
中国で9億人以上のユーザーを抱えるチャイナモバイルがLTEで利用しており、多くのグローバル端末に搭載されている。